# Bourbévelle
Bourbévelle település Franciaországban, Haute-Saône megyében. Lakosainak száma 75 fő (2022. január 1.). Bourbévelle Corre, Aisey-et-Richecourt, Jonvelle, Montcourt és Villars-le-Pautel községekkel határos.

## Népesség
A település népességének változása:
| Lakosok száma | 85   | 85   | 83   | 78   | 75   | 75   | 75   | 76   | 75   |
|               | 2013 | 2015 | 2016 | 2017 | 2018 | 2019 | 2020 | 2021 | 2022 |